# Muszandam-félsziget

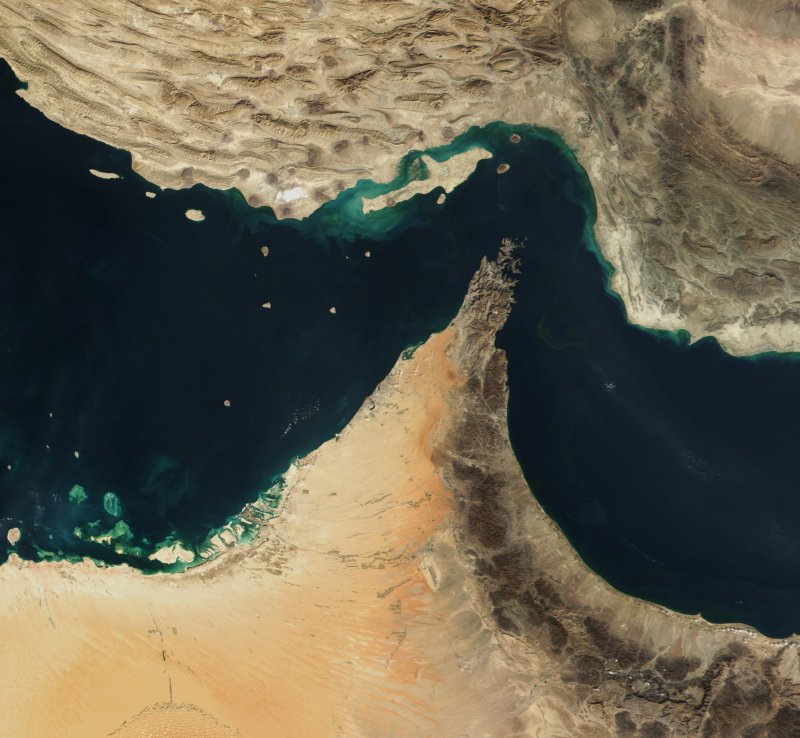
A Hormuzi-szoros műholdképe, déli oldalán a Muszandam-félszigettel

A Muszandam-félsziget (arabul شبه جزيرة مسندم, tudományos átiratban šibh ǧazīra Musandam, magyarosan sibh dzsazíra Muszandam) az Arab-félsziget nyúlványa, amely a Perzsa-öböl és az Ománi-öböl közé ékelődve hozza létre a kettőt elválasztó Hormuzi-szorost. Ma a csúcsa Omán Muszandam kormányzóságához tartozik, belső területein pedig Omán és az Egyesült Arab Emírségek osztozik.

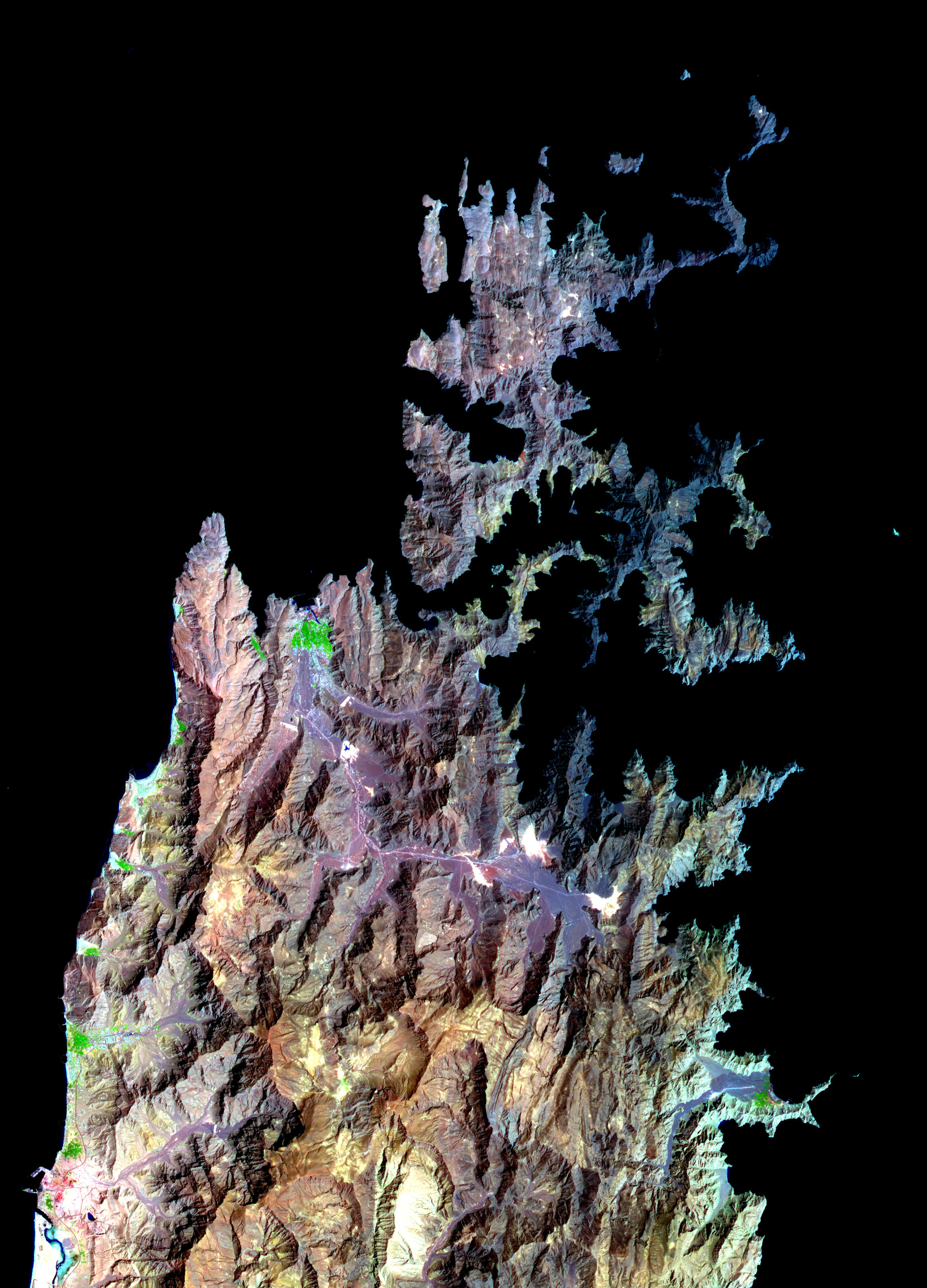
Hamis színes műholdfelvétel a félsziget csúcsáról

A félsziget nagy része az arabul Ruúsz al-Dzsibál („Hegycsúcsok”) néven ismert, kopár, mészkőből álló hegyvonulathoz tartozik, melynek legmagasabb pontja az el-Harím-hegy (2057 méter). A félsziget csúcsát számos fjord tagolja és apró szigetek kísérik, ennek köszönhetően sok település csak hajóval közelíthető meg. A legészakibb, elzárt Kumzár faluban egy önálló, perzsa nyelvvel rokon nyelvet beszélnek (ld. kumzári nyelv). 

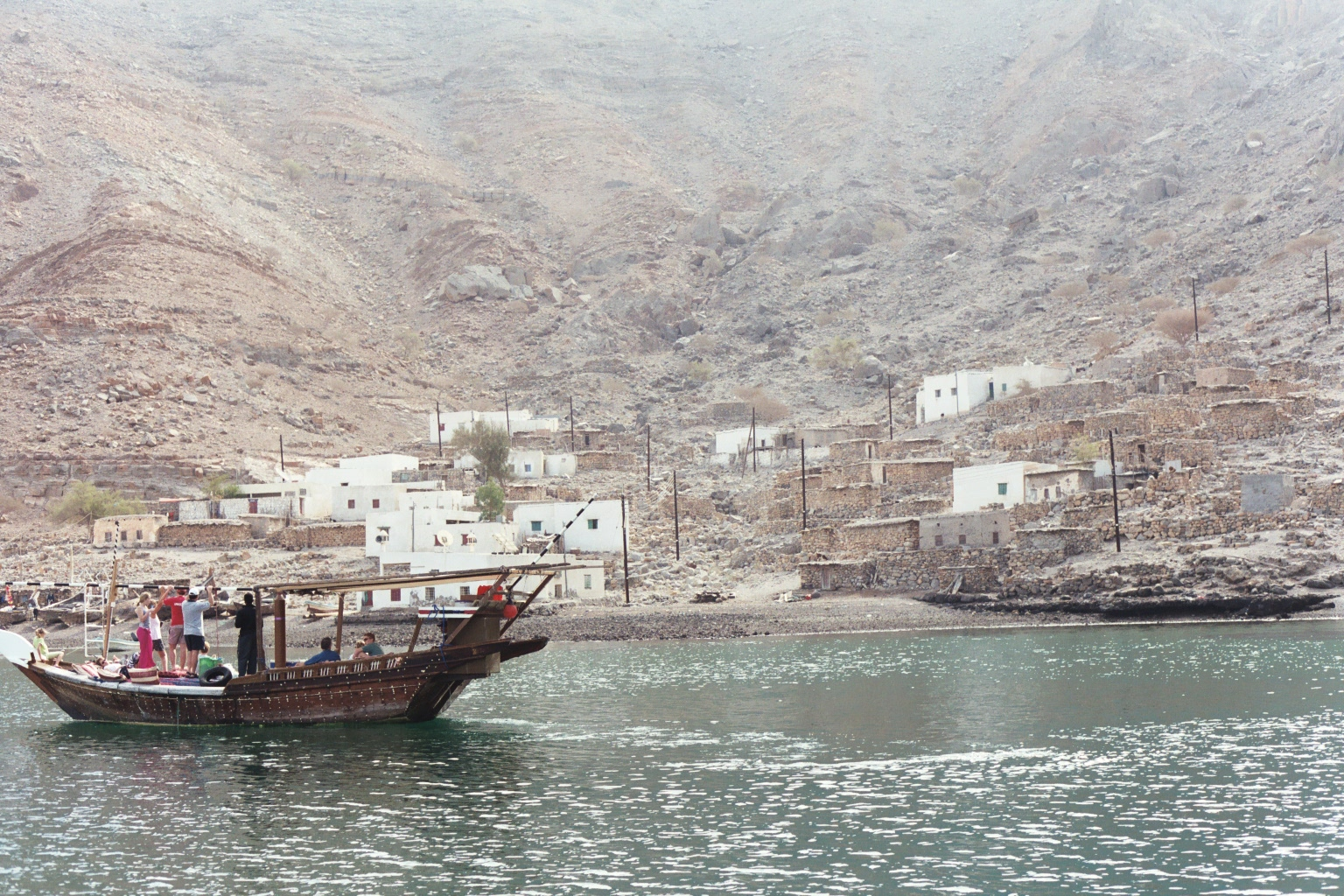
Egy muszandami fjordban épült falu